# Присліп (Ліський повіт)
Присліп (пол. Przysłup) — село в Польщі, у гміні Тісна Ліського повіту Підкарпатського воєводства. Знаходиться на прадавній етнічній український території.
Населення — 97 осіб (2011).

## Розташування
Розташоване в пасмі гір Західних Бескидів, недалеко від кордону зі Словаччиною та Україною.
Знаходиться за 5 км на південно-схід від Тісної, за 33 км на південь від Лісько.
Через село проходить вузькоколійна залізниця в Майдан. Неподалік села знаходиться перевал Присліп.

## Історія
З 1772 р. до 1918 року входило до складу Австро-Угорщини.
На 1787 рік згідно австрійських кадастрових відомостей в селі проживали наступні родини (за прізвищами): Адам'як (Adam'jak) (2 родини), Гойсак (Hojsak), Журав (Zhurav) (2 родини), Капелюх (Kapeljukh) (3 родини), Костельник (Kostel'nyk), Михайляк (Mykhaljak) (4 родини), Паранич (Paranych) (2 родини), Сембратович (Sembratovych), Стефанчин (Stefanchyn), Ткачук (Tkachyk) (2 родини), Цап (Tsap) (3 родини), Цапик (Tsapyk) (2 родини), Цимбалик (Tsymbalyk) (3 родини), Шмайда (Shmajda).
За свідченнями мешканців у селі була дуже давня дерев'яна церква з 16 ст., яка вже в 1867 р. не існувала. Згідно місцевої легенди, під час вінчання молодої пари побилися двоє свідків, на підлогу пролилась людська кров… Спаплюжена церква довго стояла замкнена. Згодом розпалася сама. За іншою версією, церкву відразу після закриття спалили. Біля місця, де стояла церква, в 20-30-х рр. 20 ст. ще росли старі липи.
Своєї церкви з тих часів село не мало. Прихід був у с. Криве (до 1924 року — Балигородський деканат, далі — Тіснянський деканат Перемиської єпархії) на відстані 2 км. Але в 30-40-х 20 ст. служби в с. Криве були нерегулярні, тому вірні ходили до с. Струбовиська і с. Кальниця.
На 1785 р. село мало 8.36 км² угідь. Мешканці — 62 особи греко-католиків.
1840 — 127 греко-католиків,
1859 — 137 греко-католиків,
1879 — 112 греко-католиків,
1899 — 139 греко-католиків,
1926 — 174 греко-католики,
1936 — 218 греко-католиків.
У 1939 році в селі проживало 240 мешканців, усі 240 — українці.
1898 року через село офіційно введена вузькоколійна залізниця від Нового Лупкова до Тісної з продовженням у 1904 р. через Кальницю до Бескиду.
З листопада 1918 по січень 1919 тут існувала Команчанська Республіка. У 1919—1939 рр. село входило до Ліського повіту Львівського воєводства.
Війт села з 1920 по 1936 рр. — Микола Сиванич (Sywanycz), солтиси села: з 1936 до 1940 р. — Петро Васильків (Wasylkiw), 1940—1944 — Михайло Гондір (Gondir), 1944—1947 — Павло Минта (Mynta).
В період 1945—1946 рр. в цьому районі тривала боротьба між підрозділами УПА та польськими і радянським військами. Все українське населення Присліпа було або знищене, або насильно переселене на територію СРСР у 1946 році. Родини, яким вдалось якимсь чином уникнути цього, в 1947 році були депортовані під час «Операції Вісла» на нову територію Північної Польщі.
У 1975—1998 роках село належало до Кросненського воєводства.

## Демографія
Демографічна структура станом на 31 березня 2011 року:
|          | Загалом | Допрацездатний вік | Працездатний вік | Постпрацездатний вік |
| -------- | ------- | ------------------ | ---------------- | -------------------- |
| Чоловіки | 48      | 8                  | 34               | 6                    |
| Жінки    | 49      | 6                  | 34               | 9                    |
| Разом    | 97      | 14                 | 68               | 15                   |